# Tân An, Tây Ninh
Tân An là một phường thuộc tỉnh Tây Ninh, Việt Nam.

## Địa lý
Phường Tân An có vị trí địa lý:
- Phía đông giáp xã Tân Trụ và xã Vĩnh Công.
- Phía tây giáp phường Long An và phường Khánh Hậu.
- Phía nam giáp xã Mỹ Tịnh An thuộc tỉnh Đồng Tháp.
- Phía bắc giáp xã Nhựt Tảo.

Phường Tân An có diện tích tự nhiên là 25,5 km², quy mô dân số năm 2025 là 32.292 người.

## Lịch sử
Sau ngày 30 tháng 4 năm 1975, địa bàn phường Tân An hiện nay vốn là các xã An Vĩnh Ngãi, Bình Tâm thuộc huyện Châu Thành, xã Nhơn Thạnh Trung thuộc huyện Tân Trụ và một phần Phường 3 thuộc thị xã Tân An, tỉnh Long An.
Ngày 20 tháng 9 năm 1975, Bộ Chính trị Ban Chấp hành Trung ương Đảng Lao động Việt Nam ban hành Nghị quyết số 245-NQ/TW về việc bỏ khu, hợp tỉnh. Theo đó, dự kiến hợp nhất những tỉnh Mỹ Tho, Gò Công, Long An và Bến Tre thành một tỉnh mới, tỉnh được hợp lại sẽ đề nghị Nhà nước quyết định tên và và tỉnh lỵ của tỉnh mới.
Ngày 20 tháng 12 năm 1975, Bộ Chính trị Ban Chấp hành Trung ương Đảng Lao động Việt Nam ban hành Nghị quyết số 19/NQ về việc điều chỉnh hợp nhất một số tỉnh ở miền Nam. Theo đó, dự kiến hợp nhất các tỉnh Long An và Kiến Tường thành một tỉnh mới.
Ngày 24 tháng 2 năm 1976, Hội đồng Chính phủ Cách mạng lâm thời Cộng hòa miền Nam Việt Nam ban hành Nghị định về việc giải thể khu, hợp nhất tỉnh ở miền Nam Việt Nam. Theo đó, địa giới tỉnh Long An (mới) gồm tỉnh Long An (cũ) và tỉnh Kiến Tường.
Ngày 11 tháng 3 năm 1977, Hội đồng Chính phủ ban hành Quyết định số 54-CP về việc hợp nhất một số huyện thuộc tỉnh Long An. Theo đó, hợp nhất huyện Châu Thành và huyện Tân Trụ thành một huyện lấy tên là huyện Tân Châu, các xã An Vĩnh Ngãi, Bình Tâm, Nhơn Thạnh Trung thuộc huyện Tân Châu.
Ngày 19 tháng 9 năm 1980, Hội đồng Bộ trưởng ban hành Quyết định số 298-CP về việc chia huyện Mộc Hóa thuộc tỉnh Long An thành huyện Mộc Hóa và huyện Tân Thạnh và đổi tên huyện Tân Châu cùng tỉnh thành huyện Vàm Cỏ. Theo đó, đổi tên huyện Tân Châu thành huyện Vàm Cỏ, các xã An Vĩnh Ngãi, Bình Tâm, Nhơn Thạnh Trung thuộc huyện Vàm Cỏ.
Ngày 14 tháng 1 năm 1983, Hội đồng Bộ trưởng ban hành Quyết định số 5-HĐBT về việc phân vạch địa giới một số huyện, xã và thị xã thuộc tỉnh Long An. Theo đó, mở rộng thị xã Tân An trên cơ sở nhập 3 xã Nhơn Thạnh Trung, Bình Tâm, An Vĩnh Ngãi của huyện Vàm Cỏ.
Ngày 24 tháng 3 năm 1994, Chính phủ ban hành Nghị định số 27-CP về việc điều chỉnh địa giới huyện, xã thuộc tỉnh Long An. Theo đó, tách 282,5 hécta diện tích tự nhiên với 3. 528 nhân khẩu của xã Hướng Thọ Phú; 193 hécta diện tích tự nhiên với 2.695 nhân khẩu của xã Nhơn Thạnh Trung để thành lập phường V [thuộc thị xã Tân An].
Ngày 19 tháng 6 năm 2006, Chính phủ ban hành Nghị định số 60/2006/NĐ-CP về việc điều chỉnh địa giới hành chính xã, phường; thành lập phường thuộc thị xã Tân An, tỉnh Long An. Theo đó, thành lập phường 7 thuộc thị xã Tân An trên cơ sở điều chỉnh 185,09 ha diện tích tự nhiên và 1.475 nhân khẩu của xã An Vĩnh Ngãi; 45,65 ha diện tích tự nhiên và 343 nhân khẩu của xã Bình Tâm; 141,93 ha diện tích tự nhiên và 2.410 nhân khẩu của phường 3.
Ngày 24 tháng 8 năm 2009, Chính phủ ban hành Nghị quyết số 38/NQ-CP về việc thành lập thành phố Tân An thuộc tỉnh Long An. Theo đó, hành lập thành phố Tân An thuộc tỉnh Long An trên cơ sở toàn bộ diện tích tự nhiên, dân số và các đơn vị hành chính trực thuộc của thị xã Tân An, Phường 7 và các xã An Vĩnh Ngãi, Bình Tâm và Nhơn Thạnh Trung thuộc thành phố Tân An.
Ngày 12 tháng 6 năm 2025, Quốc hội khóa XV ban hành Nghị quyết số 202/2025/QH15 về việc sắp xếp đơn vị hành chính cấp tỉnh. Theo đó, sắp xếp toàn bộ diện tích tự nhiên, quy mô dân số của tỉnh Long An và tỉnh Tây Ninh thành tỉnh mới có tên gọi là tỉnh Tây Ninh.
Trước khi sắp xếp:
- Phường 7 có diện tích tự nhiên là 4,16 km², quy mô dân số năm 2025 là 8.804 người[14] với 4 khu phố: An Thuận 1, An Thuận 2, Bình An 1, Bình An 2[15][16].
- Xã An Vĩnh Ngãi có diện tích tự nhiên là 6,7 km², quy mô dân số năm 2025 là 7.574 người[14] với 4 ấp: Hòa Bình, Hòa Ngãi, Vĩnh Bình, Vĩnh Hòa[17][18].
- Xã Bình Tâm có diện tích tự nhiên là 5,92 km², quy mô dân số năm 2025 là 7.655 người[14] với 5 ấp: 1, 2, 3, 4, Bình Nam[19][20].
- Xã Nhơn Thạnh Trung có diện tích tự nhiên là 8,72 km², quy mô dân số năm 2025 là 8.980 người[14] với 5 ấp: Bình Trung 1, Bình Trung 2, Nhơn Thuận, Nhơn Trị 1, Nhơn Trị 2[21][22].

Ngày 16 tháng 6 năm 2025, Ủy ban Thường vụ Quốc hội khóa XV ban hành Nghị quyết số 1682/NQ-UBTVQH15 của Ủy ban Thường vụ Quốc hội khóa XV về việc sắp xếp các đơn vị hành chính cấp xã của tỉnh Tây Ninh năm 2025. Theo đó, sắp xếp toàn bộ diện tích tự nhiên, quy mô dân số của Phường 7 và các xã Bình Tâm, Nhơn Thạnh Trung, An Vĩnh Ngãi [thành phố Tân An] thành phường mới có tên gọi là phường Tân An.